# Flyvevåbnet
La Flyvevåbnet, o Reale aeronautica militare danese (in lingua inglese Royal Danish Air Force), è l'attuale forza aerea del Regno di Danimarca e parte integrante delle forze armate danesi unitamente all'esercito.

## Operazioni militari
- Dal 1960 al 1964 alcuni elicotteri S-55 parteciparono alle operazioni dell'ONUC durante la Crisi del Congo.
- Nel 1999, nove Caccia F-16 effettuarono alcune sortite nei cieli sopra il Kosovo nell'ambito dell'operazione Allied Force.
- Nel 2002 e nel 2003, sei caccia F-16 effettuarono 743 sortite contro i Talebani in Afghanistan, nell'ambito dell'operazione Enduring Freedom.
- Da luglio a ottobre 2004, quattro caccia F-16 furono trasferiti a Šiauliai, in Lituania, come contributo danese all'operazione Baltic Air Policing della NATO.
- L'11 giugno 2008 quattro elicotteri AS550C2 Fennec sono stati trasferiti in Afghanistan. Questi elicotteri sono stati stanziati a Camp Bastion, a nord-est di Lashkar Gar, la capitale della provincia di Helmand.[1]

## Aeromobili in uso
Sezione aggiornata annualmente in base al World Air Force di Flightglobal del corrente anno. Tale dossier non contempla UAV, aerei da trasporto VIP ed eventuali incidenti accorsi durante l'anno della sua pubblicazione. Modifiche giornaliere o mensili che potrebbero portare a discordanze nel tipo di modelli in servizio e nel loro numero rispetto a WAF, vengono apportate in base a siti specializzati, periodici mensili e bimestrali. Tali modifiche vengono apportate onde rendere quanto più aggiornata la tabella.
| Aeromobile                            | Origine        | Tipo                                              | Versione (denominazione locale)         | In servizio (2024) | Note | Immagine |
| Aerei da combattimento                |                |                                                   |                                         |                    | |          |
| Lockheed Martin F-35 Lightning II     | Stati Uniti    | cacciabombardiere                                 | F-35A                                   | 17                 | 27 ordinati a giugno 2016. Il primo aereo è stato consegnato il 7 aprile 2021. |          |
| Lockheed Martin F-16 Fighting Falcon  | Stati Uniti    | cacciabombardiereconversione operativa            | F-16AMF-16BM                            | 3110               | Acquisiti in totale 60 F-16A e 17 F-16B. Aggiornati allo standard F-16AM/BM, standard simile ai Block 50/52. 20 F-16AM e 4 F-16BM ceduti alla Fuerza Aérea Argentina il 16 aprile 2024. |          |
| Aerei da pattugliamento marittimo     |                |                                                   |                                         |                    | |          |
| Bombardier Challenger CL-604          | Canada         | aereo da pattugliamento marittimo                 | CL-604A                                 | 3                  | 4 CL-604 consegnati. |          |
| Aeromobile a pilotaggio remoto - UAV  |                |                                                   |                                         |                    | |          |
| General Atomics MQ-9 SkyGuardian      | Stati Uniti    | UAV                                               | MQ-9B                                   | 0                  | 4 MQ-9B SkyGuardian ordinati il 22 luglio 2025, con consegne previste tra il 2028 e il 2029. |          |
| Aerei per rifornimento in volo        |                |                                                   |                                         |                    | |          |
| Airbus A330 MRTT                      | Unione europea | aereo per rifornimento in volo                    | A330 MRTT                               | 7                  | 9 aerei di proprietà della NATO, ordinati nell'ambito del programma Multinational MRTT Unit (MMU) sottoscritto da Germania, Norvegia, Repubblica Ceca, Paesi Bassi, Belgio e Lussemburgo. Gli aerei portano le insegne della KLu olandese in quanto basati presso la base operativa principale di Eindhoven (Paesi Bassi). Un ulteriore aereo è stato ordinato a settembre 2020, portando a 9 il numero degli esemplari ordinati. Il 19 novembre 2020 è stato consegnato il terzo esemplare (T-056), che oltre alle capacità di rifornimento in volo è equipaggiato con apparecchiature MEDEVAC presso la base operativa avanzata. Il 23 marzo 2023 è stato ordinato un ulteriore esemplare che porta a 10 gli esemplari complessi i ordinati. Il 24 giugno 2025, sono stati ordinati ulteriori due aerei (portando il totale a 12 esemplari ordinati) e viene ufficializzato l'ingresso di Svezia e Danimarca nella Multinational MRTT Fleet. |          |
| Aerei da trasporto                    |                |                                                   |                                         |                    | |          |
| Lockheed Martin C-130J Super Hercules | Stati Uniti    | aereo da trasporto tattico                        | C-130J-30                               | 4                  | 3 C-130H in servizio dal 1975 al 2004. 3 C-130J-30 (più 1 in opzione) ordinati il 1 dicembre 2000. Il primo esemplare fu consegnato il 1 marzo 2004, il secondo ed il terzo furono consegnati rispettivamente il 15 marzo e il 5 aprile dello stesso anno. Nel 2006 si decise di sottoscrivere l'opzione per il quarto velivolo, che fu consegnato il 15 luglio 2007. |          |
| Aerei da addestramento                |                |                                                   |                                         |                    | |          |
| Saab MFI-17                           | Svezia         | aereo da addestramento                            | MFI-17                                  | 25                 | 28 MFI-17 consegnati. |          |
| Pipistrel Velis Electro               | Slovenia       | aereo da addestramento                            | Velis                                   | 0                  | 2 Pipistrel Velis ordinati il 3 giugno 2021, che saranno presi a noleggio per testarne le capacità e che saranno consegnati nell'autunno dello stesso anno. |          |
| Elicotteri                            |                |                                                   |                                         |                    | |          |
| Eurocopter AS 550 Fennec              | Francia        | elicottero da ricognizione                        | AS 550C2                                | 11                 | 11 AS 550C2 ex Royal Danish Navy consegnati. |          |
| AgustaWestland AW-101                 | Italia         | ricerca e soccorsoelicottero da trasporto tattico | AW101 Model 512 SAR AW101 Model 512 TTT | 14                 | 14 tra AW101 Model 512 SAR e AW101 Model 512 TTT consegnati. |          |
| Sikorsky MH-60 Seahawk                | Stati Uniti    | elicottero multiruoloelicottero navale            | MH-60R                                  | 9                  | 9 MH-60R ordinati nel 2010 e consegne completate tra il 2017 ed il novembre 2018. |          |

## Aeromobili ritirati
- Westland Lynx Mk.90 - 8 esemplari (1980-2017)[32]
- Sikorsky S-61A Sea King
- Lockheed C-130H Hercules - 3 esemplari (1975-2004)[29]
- Gulfstream III
- Hughes OH-6 Cayuse
- Saab F-35 Draken
- Saab RF-35 Draken
- Saab TF-35 Draken
- Lockheed F-104G Starfighter
- Lockheed TF-104G Starfighter
- Canadair CF-104G Starfighter
- Canadair CF-104D Starfighter
- North American F-100D Super Sabre - 48 esemplari (1959-1982)[33]
- North American F-100F Super Sabre - 24 esemplari (1959-1982)[33]
- Hawker Hunter F.5
- Hawker Hunter T.53
- Hawker Hunter T.7
- North American F-86D Sabre
- Republic F-84E Thunderjet
- Republic F-84G Thunderjet
- Republic RF-84F Thunderflash
- Aérospatiale SA 316A Alouette III - 8 esemplari (1962-1977)[34]
- Lockheed T-33A Shooting Star
- Gloster Meteor F.4
- Gloster MeteorF.8
- Gloster Meteor T.7
- Armstrong Whitworth Meteor NF.11
- Douglas C-54D Skymaster
- Consolidated PBY Catalina
- Douglas C-47 Skytrain
- Percival Pembroke C-52
- Bell 47D
- Agusta-Bell AB-47G
- Sikorsky S-55C
- SAI KZ X
- de Havilland Canada DHC-1 Chipmunk - 27 esemplari (1950-1976)[35][36]
- Fairey Firefly TT.1
- North American Harvard Mk.II
- SAI KZ VII
- Boeing B-17 Flying Fortress
- Supermarine Spitfire P.R.Mk.XI
- Supermarine Spitfire H.F.Mk.IXE
- Supermarine Sea Otter
- Airspeed Oxford
- SAI KZ II
- Percival Proctor P.44 Mk.III